# Sparta in het seizoen 1969/70
Het seizoen 1969/1970 was het 16e jaar in het bestaan van de Rotterdamse betaaldvoetbalclub Sparta. De club kwam uit in de Eredivisie en eindigde daarin op de vijfde plaats. Tevens deed de club mee aan het toernooi om de KNVB Beker, hierin werd in de tweede ronde verloren van Haarlem (1–2).

## Wedstrijdstatistieken

### Eredivisie
|       | ADO   | Ajax  | AZ '67 | DOS   | DWS   | Feijenoord | Go Ahead | Haarlem | Holland Sport | GVAV  | MVV   | NAC   | N.E.C. | PSV   | SVV   | Telstar | FC Twente '65 |
| ----- | ----- | ----- | ------ | ----- | ----- | ---------- | -------- | ------- | ------------- | ----- | ----- | ----- | ------ | ----- | ----- | ------- | ------------- |
| Thuis | 1 – 2 | 2 – 4 | 0 – 0  | 0 – 0 | 2 – 0 | 0 – 0      | 3 – 0    | 2 – 0   | 1 – 1         | 2 – 1 | 4 – 3 | 1 – 2 | 3 – 1  | 1 – 2 | 3 – 1 | 3 – 2   | 3 – 0         |
| Uit   | 2 – 0 | 2 – 1 | 0 – 1  | 2 – 1 | 0 – 2 | 1 – 1      | 2 – 3    | 0 – 0   | 0 – 2         | 2 – 3 | 2 – 1 | 1 – 2 | 2 – 4  | 1 – 1 | 2 – 2 | 1 – 1   | 2 – 0         |

### KNVB Beker
| 1e ronde                                   | Limburgia                   | 1 – 6 (1 – 2) | Sparta                                                                   |
| 14 december 1969 Plaats: Brunssum Venweg   | Gène Gerards 4'             |               | 30' Jørgen Kristensen 31' Peter de Quant 55', 63', 70', 85' Henk Bosveld |
| 2e ronde                                   | Sparta                      | 1 – 2 (0 – 1) | Haarlem                                                                  |
| 1 maart 1970 Plaats: Rotterdam Het Kasteel | Hans Eijkenbroek 70' (pen.) |               | 19', 46' Piet Hoeben                                                     |

## Statistieken Sparta 1969/1970

### Eindstand Sparta in de Nederlandse Eredivisie 1969 / 1970
| Stand | Gespeeld | Gewonnen | Gelijk | Verloren | Punten | Doelpunten voor | Doelpunten tegen |
| ----- | -------- | -------- | ------ | -------- | ------ | --------------- | ---------------- |
| 5e    | 34       | 16       | 9      | 9        | 41     | 56              | 41               |

### Topscorers
| #                 | Naam              | Goal |
| ----------------- | ----------------- | ---- |
| 1.                | Janusz Kowalik    | 15   |
| 2.                | Jan Klijnjan      | 12   |
| 3.                | Hans Venneker     | 10   |
| 4.                | Henk Bosveld      | 8    |
| 5.                | Hans Eijkenbroek  | 4    |
| 6.                | Jan van der Veen  | 2    |
| 7.                | Nol Heijerman     | 1    |
| 7.                | Jørgen Kristensen | 1    |
| 7.                | Peter de Quant    | 1    |
| 7.                | Henk Wijs         | 1    |
| Onbekend doelpunt |                   |      |
| –                 | Onbekend          | 1    |
| Totaal            | Totaal            | 56   |

| #      | Naam              | Goal |
| ------ | ----------------- | ---- |
| 1.     | Henk Bosveld      | 4    |
| 2.     | Hans Eijkenbroek  | 1    |
| 2.     | Jørgen Kristensen | 1    |
| 2.     | Peter de Quant    | 1    |
| Totaal | Totaal            | 7    |

## Voetnoten
ADO ·
Ajax ·
AZ '67 ·
DOS ·
DWS ·
Feijenoord ·
Go Ahead ·
Haarlem ·
Holland Sport ·
GVAV ·
MVV ·
NAC ·
N.E.C. ·
PSV ·
Sparta ·
SVV ·
Telstar ·
FC Twente '65